# Canton de Luc-en-Diois
Le canton de Luc-en-Diois est une ancienne division administrative française située dans le département de la Drôme, en région Rhône-Alpes, dans l'arrondissement de Die.

## Histoire
Le canton a été supprimé en mars 2015 à la suite du redécoupage des cantons du département. Ses dix-sept communes ont rejoint le canton du Diois.

## Composition
| Nom                      | Code Insee | Intercommunalité | Superficie (km2) | Population (dernière pop. légale) | Densité (hab./km2) |
| ------------------------ | ---------- | ---------------- | ---------------- | --------------------------------- | ------------------ |
| Luc-en-Diois (chef-lieu) | 26167      | CC du Diois      | 23,49            | 408 (2014)                        | 17                 |
| Aucelon                  | 26017      | CC du Diois      | 26,34            | 13 (2014)                         | 0,49               |
| Barnave                  | 26025      | CC du Diois      | 13,06            | 176 (2014)                        | 13                 |
| La Bâtie-des-Fonds       | 26030      | CC du Diois      | 12,12            | 5 (2014)                          | 0,41               |
| Beaumont-en-Diois        | 26036      | CC du Diois      | 17,65            | 89 (2014)                         | 5                  |
| Beaurières               | 26040      | CC du Diois      | 24,58            | 86 (2014)                         | 3,5                |
| Charens                  | 26076      | CC du Diois      | 13,47            | 27 (2014)                         | 2                  |
| Val-Maravel              | 26136      | CC du Diois      | 21,60            | 54 (2014)                         | 2,5                |
| Jonchères                | 26152      | CC du Diois      | 16,68            | 29 (2014)                         | 1,7                |
| Lesches-en-Diois         | 26164      | CC du Diois      | 20,08            | 48 (2014)                         | 2,4                |
| Miscon                   | 26186      | CC du Diois      | 12,66            | 61 (2014)                         | 4,8                |
| Montlaur-en-Diois        | 26204      | CC du Diois      | 9,72             | 148 (2014)                        | 15                 |
| Pennes-le-Sec            | 26228      | CC du Diois      | 9,31             | 28 (2014)                         | 3                  |
| Poyols                   | 26253      | CC du Diois      | 13,35            | 67 (2014)                         | 5                  |
| Les Prés                 | 26255      | CC du Diois      | 16,60            | 20 (2014)                         | 1,2                |
| Recoubeau-Jansac         | 26262      | CC du Diois      | 12,96            | 268 (2014)                        | 21                 |
| Valdrôme                 | 26361      | CC du Diois      | 41,51            | 144 (2014)                        | 3,5                |

## Administration: conseillers généraux de 1833 à 2015
| Période                                  | Période      | Identité                             | Étiquette    | Qualité |
| ---------------------------------------- | ------------ | ------------------------------------ | ------------ | --- |
| 1833                                     | 1842         | Daniel Jullien                       |              | Avocat, juge suppléant à Die |
| 1842                                     | 1852         | Fortuné Lagier de Vaugelas           |              | Ancien Procureur du Roi Ancien lieutenant des gardes du corps du Roi Maire de Die                                                                      |
| 1852                                     | 1880         | Paul Alléoud                         | Droite       | Notaire à Luc-en-Diois |
| 1880                                     | 1898         | Léon Nal (1840-1905)                 | Républicain  | Cultivateur Maire de Montmaur-en-Diois (1899-1900), conseiller d'arrondissement                                                                        |
| 1898                                     | 1925 (décès) | Elie Magnan                          | Républicain  | Docteur en médecine, maire de Luc-en-Diois (1912-?) Président du Conseil général                                                                       |
| 1928                                     | 1940         | Georges-Alfred Chaffal               | Rad.         | Avocat Maire de Beaurières |
|                                          |              |                                      |              | |
| 1942                                     | 1945         | André Nal                            |              | Employé de banque Maire de Luc-en-Diois Nommé conseiller départemental en 1942                                                                         |
|                                          |              |                                      |              | |
| 1945                                     | 1949         | Albert Montlahuc                     | PCF          | Instituteur Maire de Valdrôme |
| 1949                                     | 1955         | Léon Auguste Joseph Brun (1914-1982) | DVD          | Maire de Luc-en-Diois (1946-1976) |
| 1955                                     | 1974 (décès) | Louis Nal (1893-1974)                | SFIO puis PS | Cultivateur-négociant Maire de Poyols puis de Luc-en-Diois                                                                                             |
| 1974                                     | 1992         | Henri Galland                        | PS           | Instituteur à Luc-en-Diois |
| 1992                                     | 2004         | Charles Monge                        | DVD          | Agriculteur retraité, ancien Président de la Fédération nationale ovine Maire de Recoubeau-Jansac (1953-1989) Président du Conseil général (2001-2002) |
| 2004                                     | 2015         | Bernard Buis                         | DVG puis PS  | Gestionnaire de collège Maire de Lesches-en-Diois Vice-président du Conseil général Elu en 2015 dans le Canton du Diois                                |
| Les données manquantes sont à compléter. |              |                                      |              | |

## Conseillers d'arrondissement de 1833 à 1940
| Période                                  | Période | Identité                | Étiquette                          | Qualité                                     |
| ---------------------------------------- | ------- | ----------------------- | ---------------------------------- | ------------------------------------------- |
| 1833                                     | 1870    | Marc Laurent Landrut    |                                    | Juge de paix à Luc puis maire de Montlaur   |
| 1870                                     | 1877    | Frédéric Magnan         |                                    | Avoué à Die                                 |
| 1877                                     | 1880    | Léon Nal fils           | Républicain                        | Propriétaire à Luc                          |
| 1880                                     | 1895    | Louis Ferdinand Galland |                                    | Aubergiste, maire de Beaurières             |
| 1895                                     | 1908    | M. Barnaud              | Républicain                        | Propriétaire à Beaurières                   |
| 1908                                     | 1913    | M. Galland              |                                    | Maire de Beaumont-en-Diois                  |
| 1913                                     | 1919    | M. Barnaud              | Radical                            | Propriétaire à Beaurières                   |
| 1919                                     | 1925    | Louis Nal (1884-?)      |                                    | Hôtelier, adjoint au maire de Luc           |
| 1925                                     | 1940    | Olis Chambrier          | Radical hostile au Front populaire | Agriculteur et négociant, maire de Montlaur |
| Les données manquantes sont à compléter. |         |                         |                                    |                                             |

## Démographie
| 1962  | 1968  | 1975  | 1982  | 1990  | 1999  | 2006  | 2011  | 2012  |
| ----- | ----- | ----- | ----- | ----- | ----- | ----- | ----- | ----- |
| 2 046 | 1 843 | 1 607 | 1 537 | 1 476 | 1 576 | 1 702 | 1 706 | 1 669 |